# Henri Strohl
Pour les articles homonymes, voir Strohl.
Henri Adolphe Strohl, né le 26 octobre 1874 à Brumath et mort le 24 février 1959 à Strasbourg, est un pasteur, historien et théologien alsacien qui fut professeur, puis doyen de la Faculté de théologie protestante de Strasbourg de 1919 à 1945.

## Biographie
Il fit ses études au lycée protestant, puis étudia la théologie à l'université Kaiser-Wilhelm de Strasbourg (1893-95 et 1896-97) où il suivit les cours de Johannes Ficker, à l'université Frédéric-Guillaume de Berlin (hiver 1895-96) et à  l'université de Genève (hiver 1897-98). 
Strohl fut successivement vicaire à Wissembourg, puis pasteur-administrateur à Ingwiller, Benfeld et enfin Colmar (de 1906 à 1919). Il y créa l'œuvre  d'évangélisation du Grillenbreit et remplit pendant la guerre les fonctions   d'aumônier du lazaret allemand. Maître de conférences à la faculté de théologie dès octobre 1919, il soutint en 1924 sa thèse sur « L’évolution religieuse de Luther jusqu'en 1515 » où il compare les conceptions théologiques de Luther à celles de Paul, de Saint Augustin, de Jean Tauler et de l'école occamiste. 
Nommé professeur titulaire de la chaire d'histoire du christianisme en 1928, Strohl fut élu doyen de la faculté l'année suivante. Il mena de pair sa carrière administrative et enseignante jusqu'en octobre 1945, date il laquelle il fut atteint par la limite d'âge. Après son départ à la retraite, Strohl a publié deux grandes  synthèses, « Le protestantisme en Alsace » et « La pensée de la Réforme. »
Marié à Sainte-Marie-aux-Mines en 1920 à Geneviève Hoff, ils ont une fille, Christiane Strohl (1922-2020), pasteure et psychanalyste à Strasbourg puis Montpellier.

## Œuvres
- L'évolution religieuse de Luther jusqu'en 1515, Istra, 1922 (thèse pour le grade de licencié en Théologie protestante)
- L'épanouissement de la pensée religieuse de Luther de 1515 à 1520, Istra, 1524 (thèse de doctorat de Théologie protestante)
- La Société littéraire de Colmar (1760-1820), Rosay, 1925 (communication)
- De Marguerite de Navarre à Louise Scheppler : quelques étapes de l'évolution de la piété protestante en France, Librairie évangélique, 1926
- Études sur Oberlin, F. Alcan, 1926
- Luther : esquisse de sa vie et de sa pensée, La Cause, 1933
- Bucer : humaniste chrétien , F. Alcan, 1939
- Le protestantisme en Alsace, Oberlin, 1950
- La pensée de la Réforme, Delachaux et Niestlé, 1951